# Kalmár Ilona
Kalmár Ilona, Horváth Istvánné (Kecskemét, 1902. január 11. – ?, 1986. július 10.) magyar kereskedő, bridzsoktató; Móra Ferenc levelezőpartnere, múzsája és élete utolsó nagy szerelme, 1932 nyarától másfél éven át, annak haláláig. Mint férjes asszony, nyílt levelezést is folytatott vele, de titokban is leveleztek; az író-muzeológus hozzá írt levelei és versei – melyek közül az intimebbeket csak jóval az ő halála után ismerhette meg a nyilvánosság – ma a Móra-életmű értékes részét képezik.

## Élete
1902. január 11-én született Kecskeméten, apja a makói születésű, 39 éves Kalmár Joachim (1862–1917) volt, aki a születési anyakönyvi bejegyzés szerint őrmesterként szolgált a 4. számú honvéd huszárezredben; anyja, a kétegyházi születésű Lövenstein Johanna 26 éves volt ekkor; a házaspár ekkor Kecskeméten, a Kisbudai utca 121. szám alatt lakott. (A családfőt Péter László irodalomtörténész több helyen is Henrik utónévvel említi, mint számvevő őrmestert a fent nevezett ezrednél.) Négy éves korára apja – aki már korábban, a katonai szolgálata teljesítése közben, önhibáján kívül súlyos szembajt kapott – teljesen elvesztette a látását és ezáltal szolgálatképtelenné vált.
Még gyerek volt, amikor a családja Kiskunfélegyházára költözött – részben emiatt nyerhetett teret az irodalomtörténetben, hogy a város szülötte volt –, ő maga az érettségi vizsgáit is az ottani gimnáziumban tette le, 1919-ben. 1926-ban teljesen elárvult, ezt követően Pestre költözött. Fiatalon főleg népművészeti dísztárgyak értékesítésével foglalkozott, de nyaranta bridzsoktatóként is munkát vállalt balatoni üdülőhelyeken.
1932 őszén férjhez ment Horváth Istvánhoz, az Országos Magyar Kereskedelmi Egyesülés – a hazai kereskedők akkori legfőbb érdekképviseleti szerve – főtitkárához. Hírlapíróként is dolgozó férje már özvegy volt ekkor; első házasságából született fia ifj. Horváth István volt, aki fiatalon a Szegedi Egyetemi Ifjúság Színjátszó Társaságánál tevékenykedett ígéretes rendezőként, ám 1941. október 18-án önként a halálba ment menyasszonyával, Tóth Katával, Tóth József szegedi órás és ékszerész lányával, mert a zsidótörvények miatt nem remélhették, hogy házasságot köthetnek. 1944. október 18-án, a nyilas hatalomátvétel után az idősebb Horváth István is öngyilkos lett.
Budapest ostromát hamis papírokkal vészelte át, a háború után pedig a Kiskereskedők Országos Szabadszervezetében helyezkedett el, ahol főpénztárosként dolgozott 1971-es nyugdíjba meneteléig. Tüdőrák következtében hunyt el, 1986. július 10-én.

### Kapcsolata Móra Ferenccel
Móra Ferenc, mint akkor már országosan ismert és elismert, 53 esztendős, kétunokás író, publicista, muzeológus és archeológus, 1932 nyarán a Római Birodalom idején játszódó Aranykoporsó című regénye megírására készült. Nagyrészt az alkotáshoz szükséges nyugodt körülmények biztosítása érdekében szabadságolta magát több hétre és utazott a Balatonhoz, ahol 40 férőhelyes balatonföldvári Zrínyi Szállóban szállt meg – ugyanott, ahol abban az időben Kalmár Ilonát bridzsoktatóként foglalkoztatták.
Az író pontosan nem ismert időpontban, június 20. és 23. között érkezett meg Földvárra, azt az követő néhány napban pedig a település feletti partoldalban felfedezett egy régészeti lelőhelyet és egy, a földből félig kilógó urnát. Erről 26-án levélben számolt be múzeumi helyettesének, Cs. Sebestyén Károlynak, és egyben ígéretet tett arra, hogy másnap fel is tárja a leletet. Ha ez valóban meg is történt azon a napon, 27-én, akkor – Péter László irodalomtörténész elemzése szerint – kimondható, hogy ugyanaznap kelt az első ismert dedikációja is, amit mint „kis földi”-jének, Kalmár Ilonának címzett.
A bridzsezés iránt Móra amúgy nem érdeklődött, az oktató személye iránt viszont igen: hosszú beszélgetéseket és sétákat folytattak együtt és szerelmi viszony szövődött köztük az alatt a mintegy egy hónap alatt, amit az író a Balatonnál töltött. Szakmailag is a bizalmába fogadta a lányt: a partoldalból kiásott urnát az ő gondjaira bízta és augusztus 10-én már egy Csengeléről címzett levélben érdeklődött az időközben szintén hazautazott lánytól a lelet sorsa iránt.
Kapcsolatuk a következő időszakban is megmaradt, az író 1934 elején bekövetkezett haláláig, méghozzá két külön síkon. Móra barátságba került a lány vőlegényével – hamarosan férjével –, Horváth Istvánnal, így nyílt levelezés is zajlott közte és a házaspár között, többször személyesen is találkozgattak, illetve Horváth könyvritkaságokat is vásárolt számára pesti antikváriumokban. Ezek a (Mórától megszokott csevegő hangnemben megírt) levelek részben semleges, mindennapos témákat érintettek, részben pedig arról tartalmaztak rendszeres helyzetjelentéseket, hogy halad az író a készülő regénnyel, hogyan formálódnak szereplőinek alakjai.
A levelek egy része azonban »poste restante« (=postán maradó) jelöléssel, „Földváry Kica kisasszonynak” címezve érkeztek Pestre, a Petőfi Sándor utcai főpostára, ezek egy lángoló szerelmes sorait tartalmazták. Az irodalmi pályáját költőként kezdő, de poézist utána évtizedekre félretevő Móra – az irodalomtörténészek számára is meglepetésként – ebben az időszakában visszatért a költészethez is: a titkos levélanyagból jó néhány (részben erotikus) vers is előkerült; ezeket ő maga, áthallásos kifejezéssel élve »kis gyíkdalok« elnevezéssel illette. Fennmaradt továbbá egy, 1933. május 21-én keltezett „szerelmi tízparancsolat” is, amelyet a tartalma alapján az író valójában saját magának írt, egyfajta sajátos útmutatóként a titkolt kapcsolathoz.
Az 1950-es években Kalmár Ilona a Mórától kapott „publikus” leveleit a szegedi múzeumnak adományozta, többségüket Madácsy László később közzé is tette a Móra Ferenc levelesládája címmel 1961-ben kiadott kis kötetben; ezek a levelek már akkor nagyon sok új információt szolgáltattak az irodalmárok számára az Aranykoporsó keletkezéstörténetéről.